# Municipio de Cohuecan
El municipio de Cohuecan es uno de los 217 municipios que constituyen el estado mexicano de Puebla; su nombre se interpreta como En lugar dificultoso o peligroso. Se encuentra localizado al centro oeste del estado y aproximadamente a 80 kilómetros al oeste de la ciudad de Puebla. Cuenta con una extensión territorial de 51.03 km². Según el II Conteo de Población y Vivienda de 2005, el municipio tiene 4,492 habitantes, de los cuales 2,119 son hombres y 2,373 son mujeres.

## Descripción geográfica

### Ubicación
Cohuecán se localiza al centro oeste del estado entre las coordenadas geográficas 18º 41’ 4’’ y  18º 50’48’’ de latitud norte, y 98° 39'42’’ y 98° 44’ 8’’ de longitud oeste; a una altitud promedio de 1700 metros sobre el nivel del mar.
El municipio colinda al norte con el estado de Morelos; al oeste con el estado de Morelos; al sur con el estado de Morelos, en particular con el municipio de Tetela del Volcán, el municipio de Zacualpan y el municipio de Jantetelco; y al este con Acteopan.

## Principales actividades económicas
El municipio de Cohúecan se caracteriza por sus principales actividades económicas como la alfarería, obteniendo importantes fuentes de ingresos para las familias. Sus productos se comercializan en varios estados del país.

### Orografía e hidrografía
El municipio se encuentra en el Valle de Atlixco, el cual se caracteriza por tener un relieve plana, sin ninguna cumbre de importancia. Su alttitud sobre el nivel del mar es de 1,700 metros en promedio. Sus suelos se formaron en la era Mesozoica, su uso principalmente es ganadero, forestal y agrícola. El municipio pertenece a la región hidrológica Lerma-Santiago. El municipio no cuenta con ríos, sus recursos hidrológicos son proporcionados por algunos arroyos de poco afluente, los cuales desembocan en el Río Grande y en el Río Atoyac.

### Clima
El municipio presenta 2 climas: semicálido subhúmedo con lluvias en verano, el cual sse presenta al norte del territorio; y semicálido subhúmedo con lluvias en verano, el cual cubre el sur del municipio. La temperatura media anual es de 19°C, con máxima de 28 °C y mínima de -2 °C. El régimen de lluvias se registra entre los meses de mayo y agosto, contando con una precipitación media de 500 milímetros.

## Cultura

### Sitios de interés
- Templo en honor a San Bartolomé.
- Templo de Jesús Nazareno.
- ausencia de Laguna artificial.

### Fiestas
Fiestas civiles
- Aniversario de la Independencia de México: 16 de septiembre.
- Aniversario de la Revolución mexicana: El 20 de noviembre.

Fiestas religiosas
- Semana Santa: jueves y viernes Santos.
- Día de la Santa Cruz: 3 de mayo.
- Fiesta en honor de la Virgen de Guadalupe: 12 de diciembre.
- Día de Muertos: 2 de noviembre.
- Fiesta patronal a San Bartolomé: 24 de agosto.

## Gobierno
Su forma de gobierno es democrática y depende del gobierno estatal y federal; se realizan elecciones cada 3 años, en donde se elige al presidente municipal y su gabinete. El actual presidente es Filogonia Adorno Aragón,  representante del PAN [partido acción nacional].
El municipio cuenta con 5 localidades, las cuales dependen directamente de la cabecera del municipio: San Andrés Ahuatelco, San Felipe Cuapexco, Los Reyes Teolco, San Francisco Tepango, San Bartolomé Cohuecan.